# David J. Schwartz
David Joseph Schwartz foi um escritor motivacional americano, mais conhecido por escrever A Mágica de Pensar Grande , em 1959.
David Joseph Schwartz foi professor do Georgia State University, em Atlanta, e foi considerado um líder no ramo motivacional nos Estados Unidos. Ele também foi Presidente da Creative Serviços Educacionais, uma empresa de consultoria especializada em desenvolvimento de lideranças.
David J. Schwartz tornou-se presidente de sua própria empresa e conferencista em mais de três mil associações comerciais, grupos de vendas e gestão de seminários. Ele escreveu seu primeiro best-seller " A Mágica de Pensar Grande" com cerca de cinquenta e sete anos. 
Milhões de pessoas em todo o mundo têm melhorado a sua vida lendo livros do Dr. David J. Schwartz, por muito tempo considerado como um dos maiores especialistas em motivação, cujos ensinamentos poderão ajudar a vender melhor, gerir melhor, ganhar mais dinheiro, e o mais importante de tudo, encontrar maior felicidade e paz de espírito.

## Carreira
Schwartz, professor do Georgia State University, também começou seu próprio trabalho como uma auto-ajuda do treinador e a vida estrategista. Mais tarde, ele fundou sua própria empresa de consultoria com foco em desenvolvimento de liderança chamado "Creative Serviços Educacionais Inc'.
Ele tornou-se bem conhecido por meio de sua motivação publicações e livros de auto-ajuda, especialmente para A Mágica de Pensar Grande, publicado em 1959.